# Pseudoconorbis traceyi
Pseudoconorbis traceyi is een slakkensoort uit de familie van de Conidae. De wetenschappelijke naam van de soort is voor het eerst geldig gepubliceerd in 2010 door Tucker & Stahlschmidt.